# The Somatic Defilement
| Оценки критиков | Оценки критиков |
| Источник        | Оценка          |
| --------------- | --------------- |
| About.com       | [ 2 ]           |
| AllMusic        | [ 3 ]           |
| Rock Hard       | 8/10            |

The Somatic Defilement — дебютный альбом американской дэткор-группы Whitechapel. Альбом был выпущен 31 июля 2007 на лейбле Candlelight Records, и это единственная работа группы, выпущенная до подписания контракта с Metal Blade Records в следующем году. Единственный альбом с Брэндоном Кэджлом.

## Об альбоме
The Somatic Defilement — концептуальный альбом, повествующий о Джеке-потрошителе. Тексты выдержаны от первого лица об убийствах и насилии над проститутками. Однако вокалист Фил Боузман утверждает, что песня «Articulo Morti» повествует о коронере, являющимся безумным некрофилом, а песня «Festering Fiesta» рассказывает о Джеффри Дамере.
Также это единственный альбом с гитаристом с Брендоном Кэджлом. Он покинул группу из-за травм, полученных в ДТП с мотоциклом. В итоге, из-за травм он больше не смог играть на гитаре. Кэджл был заменён Джеком Хаусхолдером.

## Список композиций
| №                   | Название                       | Длительность |
| ------------------- | ------------------------------ | ------------ |
| 1.                  | «Necrotizing»                  | 0:35         |
| 2.                  | «The Somatic Defilement»       | 5:19         |
| 3.                  | «Devirgination Studies»        | 3:12         |
| 4.                  | «Prostatic Fluid Asphyxiation» | 3:33         |
| 5.                  | «Fairy Fay»                    | 3:33         |
| 6.                  | «Ear to Ear»                   | 3:30         |
| 7.                  | «Alone in the Morgue»          | 2:53         |
| 8.                  | «Festering Fiesta»             | 2:29         |
| 9.                  | «Vicer Exciser»                | 2:52         |
| 10.                 | «Articulo Mortis»              | 4:03         |
| Общая длительность: | Общая длительность:            | 31:59        |

## Участники
Whitechapel
- Фил Боузман — вокал
- Бен Сэвэдж — гитара
- Брендон Кэджл — гитара
- Алекс Уэйд — гитара
- Гейб Крисп — бас-гитара
- Кевин Лэйн — ударные